# Examensarbete
Ett examensarbete (eng. degree project eller thesis project, kortform: exjobb) är ett självständigt arbete som genomförs som avslutning av flera utbildningar på universitetsnivå, bland annat yrkesutbildningar samt kandidat-, magister- och masterutbildningar vid teknisk fakultet. Examensarbetet kan beroende på utbildning utgöras av en examensrapport med muntlig presentation och opposition, och/eller av en praktisk redovisning av studentens arbete. Vid konstnärliga utbildningar består redovisningen ofta av en egen konsert, föreställning, utställning eller liknande.

## Sverige
I Sverige krävs för en högskole- eller universitetsexamen att studenten har genomfört ett självständigt arbete, som ligger sent i utbildningen. Under det självständiga arbetet ska studenten uppvisa många av de kunskaper och färdigheter som specificeras i utbildningsplanens lärandemål eller i högskoleförordningens nationella mål. Det självständiga arbetet utgörs av en akademisk kurs som har olika kursplan vid olika lärosäten, i olika ämnen och för olika examensnivåer. I vissa ämnen kallas kursen självständigt arbete, i andra examensarbete, och i åter andra ämnen akademisk uppsats, till exempel en B-uppsats (för tvåårig högskoleexamen), kandidatuppsats, magisteruppsats eller masteruppsats.
Vid vissa lärosäten och inom vissa ämnen sätts flergradiga betyg på examensarbetet, och i andra ger examensarbeten enbart betyg underkänd (U) eller godkänd (G). Argument för det senare brukar vara att examinator inte kan veta hur självständigt studenten har arbetat inom näringslivet, och handledaren i näringslivet inte har kompetens att betygsätta.

### Skillnad mellan examensarbete och uppsats
Det finns ingen väldefinierad skillnad på examensarbete och akademisk uppsats. Akademiska uppsatser är mer vanliga som avslutning av akademiska utbildningar vid filosofisk fakultet. Kursplaner för examensarbeten i olika ämnen ställer vanligen högre krav på uppvisade yrkesfärdigheter och eget praktiskt arbete, i synnerhet vid yrkesexamina, än uppsatsarbetenas kursplaner. Emellertid kan kraven vara samma på en examensrapport som på en uppsats vad gäller språk, disposition, källhänvisningar, mm.
Examensarbete utförs vanligen för en uppdragsgivare, exempelvis forskare, ett företag eller en myndighet, med eller utan ekonomisk ersättning, medan akademiska uppsatser ofta innebär större frihet att formulera egna problemställningar. Examensarbeten kan utföras i arbetslivet, och har då likheter med praktik, men måste även uppfylla den akademiska världens krav på att uppvisa och fördjupa kunskaper och färdigheter erhållna under utbildningen, och att generera ny kunskap genom att dra nya slutsatser eller besvara en frågeställning. Alternativt kan arbetet utföras i samarbete med en forskningsgrupp på ett universitet.

## Redovisning
Det självständiga arbetet kan redovisas på olika sätt. Ofta består redovisningen av en uppsats eller en skriftlig rapport. Det skriftliga arbetet kan kompletteras med en muntlig presentation och/eller att en annan student får vara opponent på respondentens arbete, dvs muntligen och/eller skriftligen ställa frågor gällande sådant som bör förtydligas, och ge synpunkter på arbetet.
Examensarbetet handleds av en lokal handledare i näringslivet och/eller en akademisk handledare. Ämnesansvarig examinator avgör när studenten är redo att redovisa arbetet muntligen, och ansvarar för slutligt godkännande och betygsättning. Att skilja på examinatorsrollen och handledarrollen anses viktigt i många ämnen. 
Det förekommer att lärosätet låter en särskild lärare granska rapportens språk. En viktig trend för närvarande är att allt fler lärosäten tar hjälp av verktyg för automatisk plagiatkontroll.